# Abdij van Säben
De abdij van Säben (Italiaans: Monastero di Sabiona; Duits: Kloster Säben) is een benedictinessenabdij op de heilige Berg bij Klausen in Zuid-Tirol, Italië. 

## Geschiedenis
Van in de 6e eeuw was Säben een bisschopszetel. In 901 krijgt bisschop Zacharias het hof Prichsna, waaruit de stad Brixen zal groeien. Tegen 960, onder bisschop Richbert, is de bisschopszetel al naar Brixen verplaatst. In 1687 werd door nonnen van de abdij van Nonnberg in Salzburg in Säben een klooster gesticht.